# Cassagnes-Bégonhès
Cassagnes-Bégonhès är en kommun i departementet Aveyron i regionen Occitanien i södra Frankrike. Kommunen ligger  i kantonen Cassagnes-Bégonhès som ligger i arrondissementet Rodez. År 2022 hade Cassagnes-Bégonhès 946 invånare.

## Befolkningsutveckling
Antalet invånare i kommunen Cassagnes-Bégonhès
Referens: INSEE

## Galleri

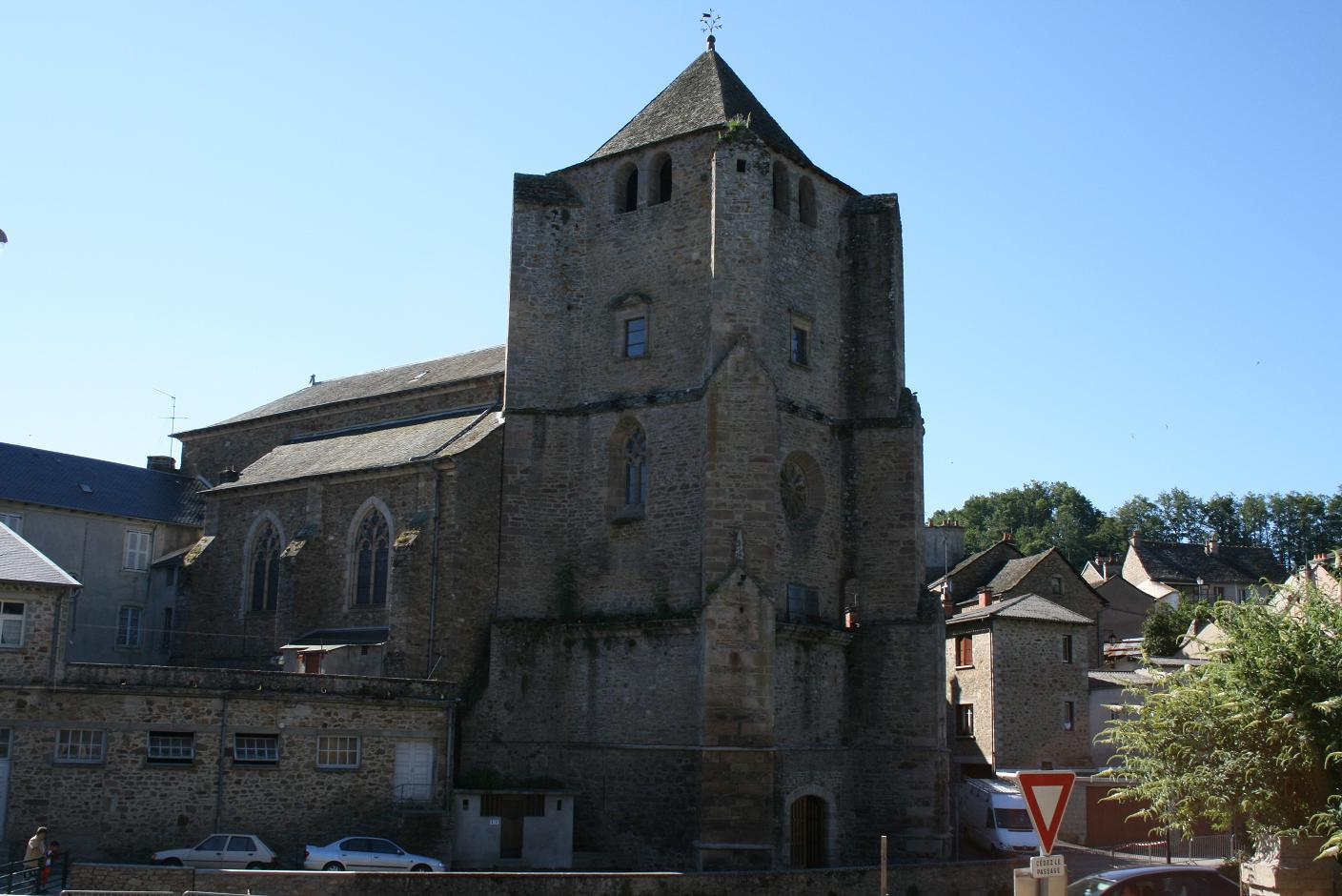
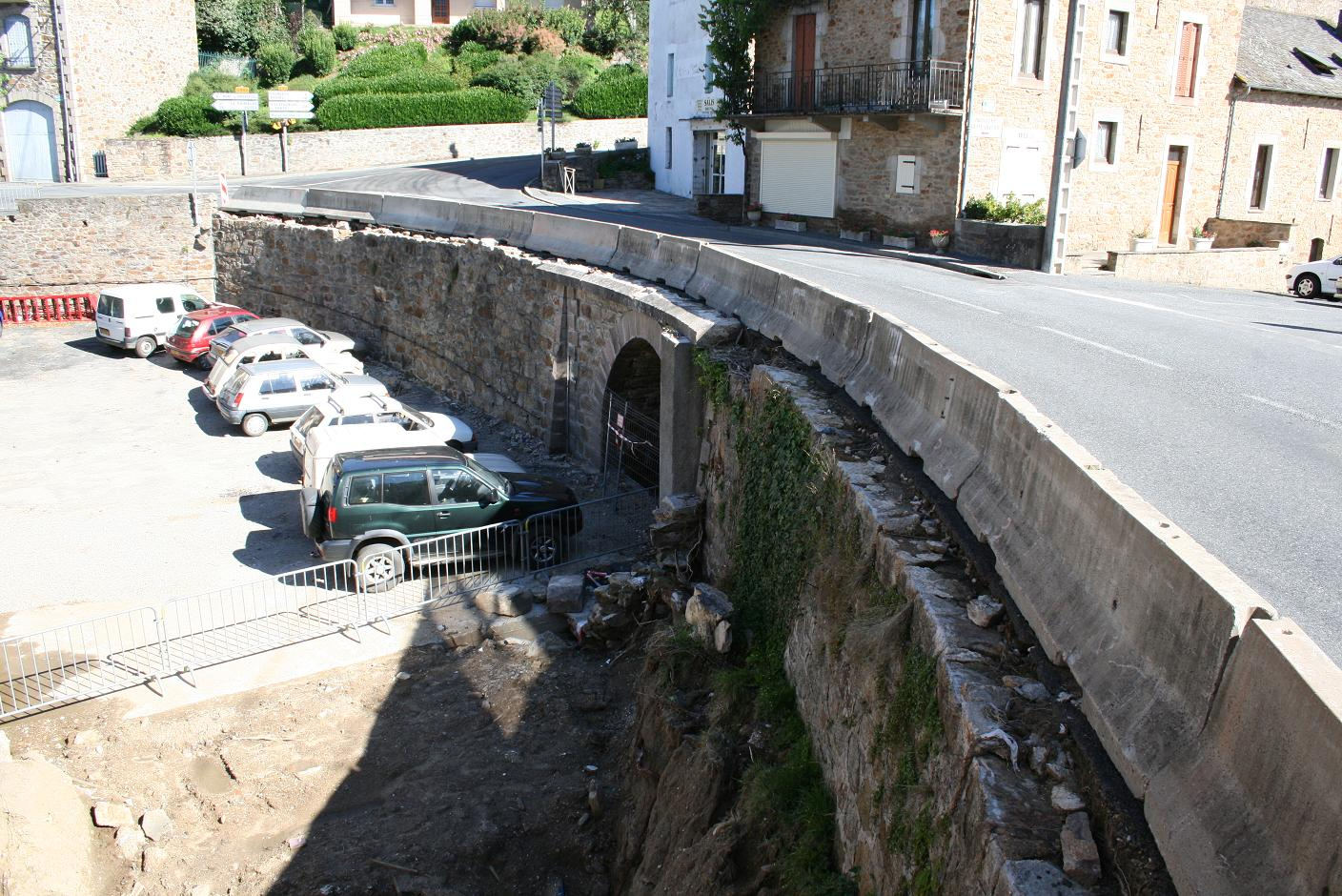